# ساول توريس
ساول توريس (بالإسبانية: Saúl Torres)‏ هو لاعب كرة قدم بوليفي، ولد في 22 مارس 1990 في سوكري في بوليفيا. لعب مع نادي ريال بوتوسي.

## وصلات خارجية
- ساول توريس على موقع قاعدة بيانات كرة القدم.إي يو (الإنجليزية)
- ساول توريس على موقع ناشيونال فوتبول تيمز (الإنجليزية)